# Qu Bo
Qu Bo (Tianjin, 15 de julho de 1981) é um futebolista profissional chinês que atua como atacante, milita no Tianjin Teda.

## Carreira
Qu Bo representou a Seleção Chinesa de Futebol na Copa da Ásia de 2011 e na histórica presença na Copa do Mundo de 2002.